# Vinh-Moc-Tunnel

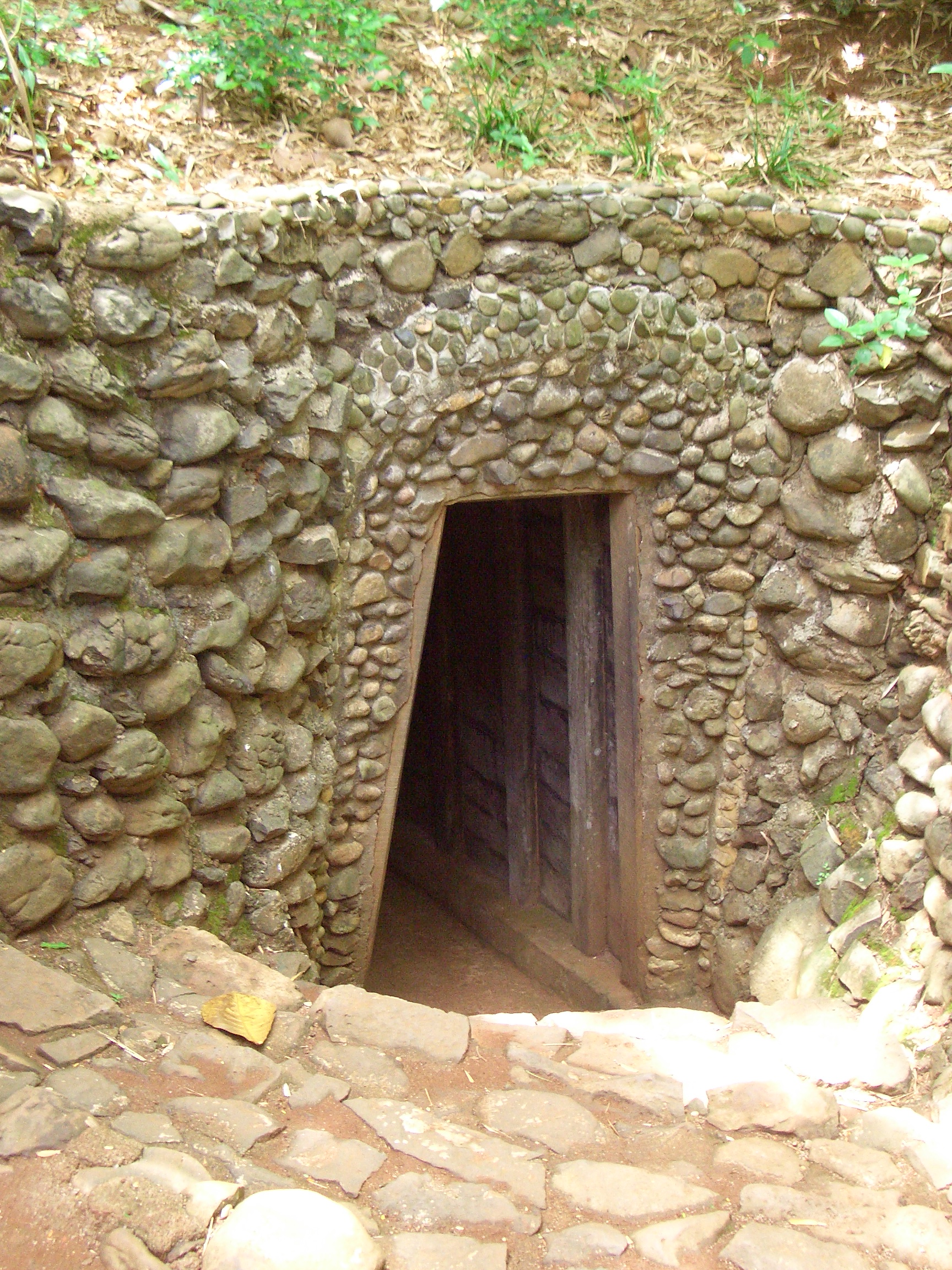
Vinh-Moc-Tunnel (2006)

Die 2,8 km langen Tunnel von Vinh Moc wurden von der Bevölkerung Vinh Mocs während des Vietnamkrieges zu ihrem Schutz angelegt.

## Ursachen
Vinh-Moc war eines der am stärksten bombardierten Gebiete, da es sich nur wenig nördlich der entmilitarisierten Zone befand und wichtige Nachschublinien nach Südvietnam durch das Gebiet führten. Pro Einwohner wurden im Laufe des Krieges etwa sieben Tonnen Bombenmaterial abgeworfen, einschließlich Luftminen. Die Bevölkerung musste sich teilweise über Monate in den Tunneln aufhalten, um überleben zu können. Der Bau des Tunnelsystems wurde 1965 nach der Zerstörung des Dorfes Vinh Moc begonnen und dauerte über zwei Jahre. Die Tunnel wurden in die rote Lehmerde gegraben, insgesamt wurden 6.000 m³ Erde beim Bau der Anlage bewegt.

## Beschaffenheit
Es handelt sich um eine dreistöckige Tunnelanlage, die ehemalige Wohnbereiche, Krankenhäuser, Gebärstationen, ein Theater und Kommandoräume umfasst. Das Tunnelsystem war für 94 Familien oder etwa 300 Personen angelegt worden, während des Krieges wurden hier siebzehn Kinder geboren. Die Ebenen befinden sich in Tiefen von 10, 15 und 20–23 m Tiefe. Die Anlage hatte dreizehn Zugänge. Das Tunnelsystem kann besichtigt werden. Vinh-Mocs unterirdische Durchgänge sind größer und höher als die der Tunnelanlage am Cu-Chi, auch wenn sie für Europäer noch immer sehr eng wirken, da die Tunnel nur 1,60 – 1,70 m hoch und zum Teil sehr schmal sind.

## Bewahrung
Die Anlage wird seit 1976 vom vietnamesischen Kultur- und Informationsministerium als besondere historische Stätte gelistet.